# Pithecellobium domingense
Pithecellobium domingense är en ärtväxtart som beskrevs av Brother Alain. Pithecellobium domingense ingår i släktet Pithecellobium och familjen ärtväxter. Inga underarter finns listade i Catalogue of Life.